# Sistema Ceará Agora de Comunicação
Sistema Ceará Agora de Comunicação é um conglomerado de mídia brasileiro, com sede em Fortaleza, capital do Estado do Ceará. Fundado em 1991, através dos jornalistas Luzenor de Oliveira e Luzeilton de Oliveira Júnior, é proprietário de um portal de notícias e emissoras de rádio em parceria com a Rede SomZoom Sat. Por um tempo, atuou em sociedade com o jornalista Donizete Arruda, dono do Grupo Cearasat de Comunicação, que foi encerrada em 2012.

## Empresas do grupo
Atualmente, o Sistema Ceará Agora é composto pelas seguintes empresas:
Emissoras de rádio próprias
- Expresso FM (FM 104,3 MHz, Guaiúba)
- Mix FM Fortaleza (FM 107,5 MHz, Cascavel)
- Expresso FM Sobral (FM 91,3 MHz, Forquilha)
- Agora FM (FM 104,1 MHz, Trairi)
- SomZoom FM (FM 106,5 MHz, Crato)

Emissoras de rádio operadas em parceria com a Rede SomZoom Sat
- Agora FM Canindé (FM 89,5 MHz, Aratuba)
- SomZoom Sat Guaraciaba (FM 91,1 MHz, Guaraciaba do Norte)
- SomZoom Sat Russas (FM 98,5 MHz, Russas)
- SomZoom Sat Santa Quitéria (FM 97,3 MHz, Santa Quitéria)[5]